# Lollia Paulina
Lollia Paulina (overleden 49 n.Chr.) was in 38 n.Chr. als derde vrouw van keizer Caligula gedurende zes maanden keizerin van het Romeinse Rijk. Hij scheidde van haar omdat hij haar onvruchtbaar bevond. Lollia Paulina was afkomstig uit de hoogste senatoriale kringen.
In het jaar 48, bleek ze een rivaal van de zuster van Caligula, Agrippina de Jongere. In 49 huwde Agrippina de Jongere echter met Claudius. Enige tijd later liet ze Paulina beschuldigen van tovenarij en van het hebben van verboden overleg met astrologen. Zonder een hoorzitting werd het bezit van Paulina (inclusief haar tuinen) geconfisqueerd en werd zij in ballingschap gestuurd. Tacitus meldde dat Paulina werd gedwongen om zelfmoord  te plegen onder toezicht van een kolonel van de Garde en impliceerde dat dit gebeurde op bevel van Agrippina de Jongere. Een graf werd niet opgericht ter ere van haar tot onder het bewind van de Romeinse keizer Nero. 

## Voetnoten
1. ↑   E. Groag, A. Stein, L. Petersen - e.a. (edd.), Prosopographia Imperii Romani saeculi I, II et III, Berlijn, 1933-x, L 308.(PIR2)